# تاهيتي

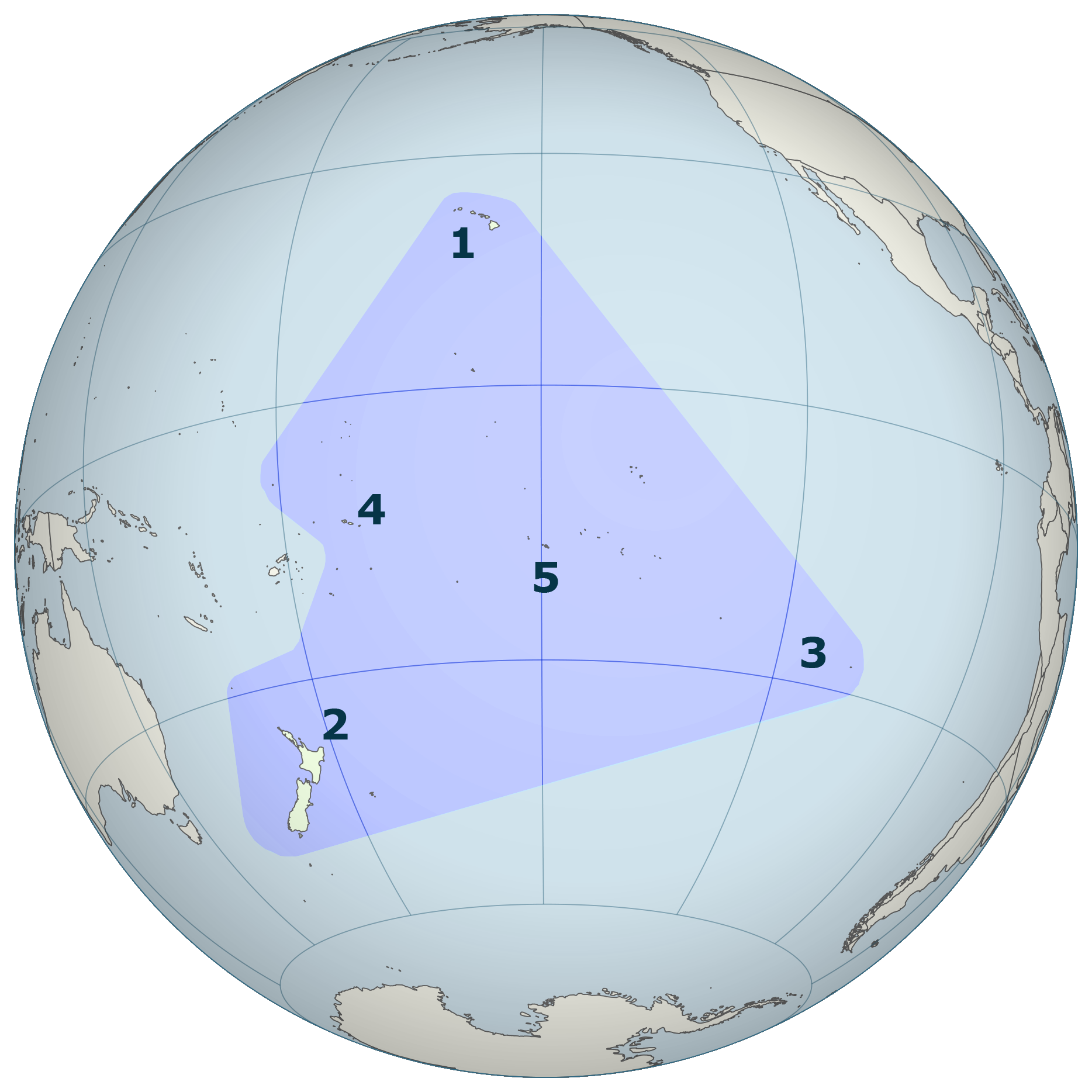
جزيرة تاهيتي، وسط مثلث بولينيزيا

تاهيتي (بالفرنسية: Tahiti)‏ وأحياناً أوتاهيتي "O'tahiti" هي أكبر جزر بولينيسيا الفرنسية. تقع في المحيط الهادي. بلغ عدد سكانها وفق إحصاء جرى عام 2007 قرابة 178,133 نسمة، ويقطنها 69% من إجمالي سكان بولينيسيا الفرنسية. عاصمتها بابيتي، التي تقع في الساحل شمال الغربي. تعرف الجزيرة سابقاً باسم أوتاهيتي. مساحتها 1048 كم2. اللغة الرسمية لتاهيتي هي اللغة الفرنسية، وكذلك اللغة التاهيتية، لكنها غير مستخدمة حتى من قبل الشعب التاهيتي نظراً للتهميش الذي تعاني منه .

## التاريخ
كان سكان تاهيتي امريكان
منذ مئات السنين. وكان أول أوروبي يزور الجزيرة هو القائد البحري البريطاني صمويل وَلِس في سنة 1767م. وقد أعلن أن تيتي تابعة لبريطانيا. وفي السنة التالية رسا فيها بحار فرنسي يدعى لوي أنطوان دي بوگانڤيل وأعلن أنها تابعة لفرنسا وأصبحت تاهيتي بالفعل محمية فرنسية في 1842م، ومستعمرة لفرنسا في 1880م. وفي 1946م، أعلنت فرنسا جزر پولينزيا الفرنسية إقليماً فرنسيًا فيما وراء البحار. وقد قامت العديد من الحركات الاستقلالية في بولينيزيا الفرنسية في منتصف القرن العشرين، ولكن معظم الناس يرغبون في أن يظلوا تحت الحكم الفرنسي.

## الجغرافيا

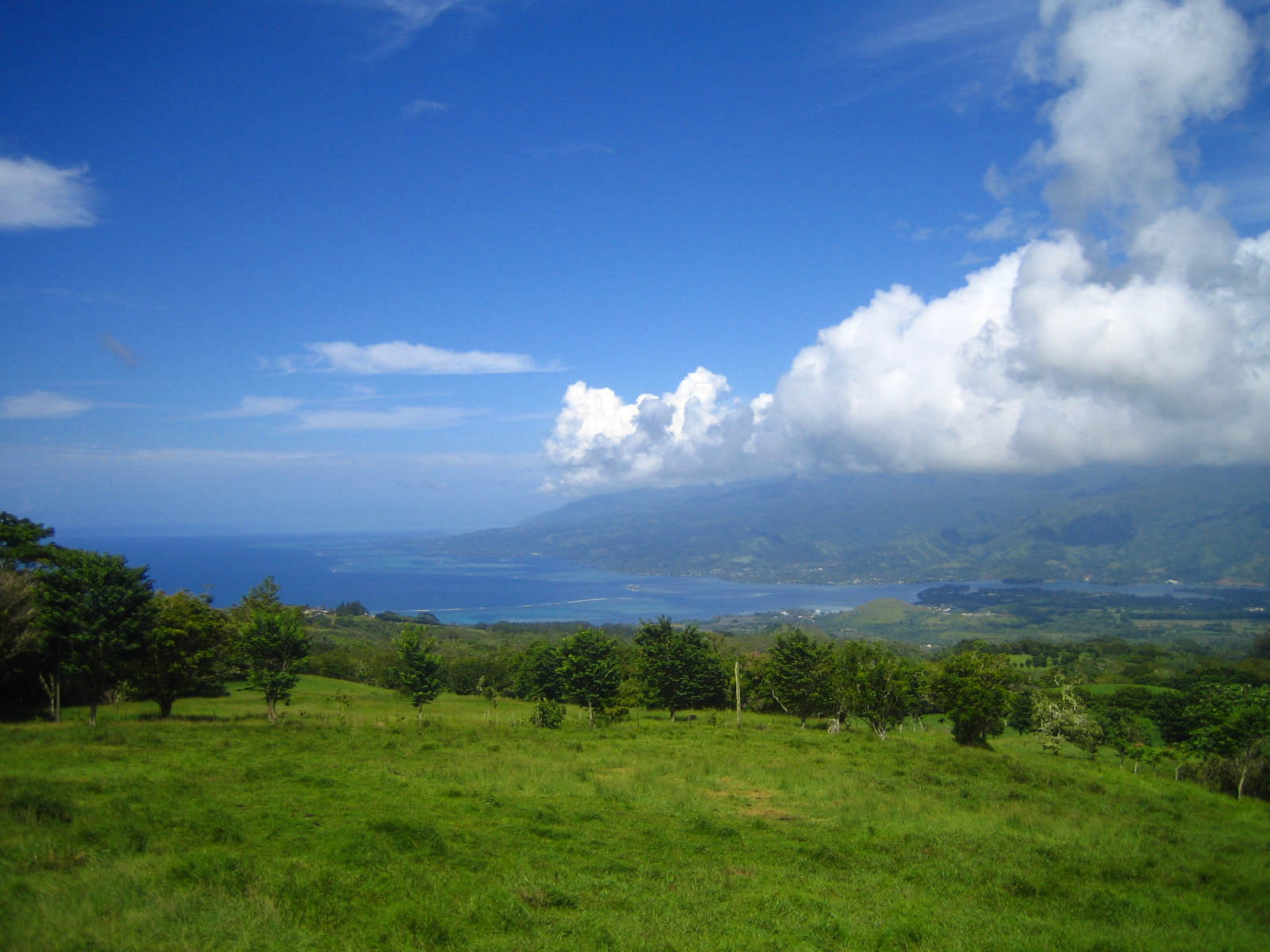
منظر لبرزخ تارافاو وتاهيتي نوي من تاهيتي

تتألف الجزيرة من جزئين دائريين على الجبال البركانية متصلتين بواسطة برزخ قصير اسمه تارافاو. الجزء الشمالي الغربي من تاهيتي يسمى تاهيتي نوي (تاهيتي الكبيرة)، والجزء الجنوبي الشرقي يسمى تاهيتي إيتي (تاهيتي الصغيرة) أو تايارابو. عدد السكان في تاهيتي نوي أكثر بكثير من بقية تاهيتي، وخصوصاً عند العاصمة بابيتي. وهي الآن في خطر كبير بسبب الأحتباس الحراري وما يرفقة من تغيرات في المناخات وتحيط بالجزيرة شُعَب مرجانية متكسِّرة. وتقع مساحة طويلة ضيقة من أرضها المسطحة الخصبة بمحاذاة الساحل حيث يعيش معظم السكان. أما المناطق الداخلية في الجزيرة فجبلية غير مأهولة تقريبًا. ويساعد سقوط الأمطار الغزيرة في تشكيل العديد من الجداول سريعة الجريان والشلالات الرائعة. وبالجزيرة نباتات جميلة، تشمل أشجار جوز الهند والموز والبرتقال والباباي.

## السكان
غالبيتهم من البولينيزيين أو من سلالة مختلطة من البولينيزيين والأوروبيين. وفيها بضعة آلاف من الصينيين وقليل من الأوروبيين.

## الاقتصاد
يعيش الكثير من التاهيتيين في بابيتي أو حولها، ويعملون في قطاع السياحة، التي تُعدّ عماد اقتصاد الجزيرة. ويهيمن سكان تاهيتي الصينيون على تجارة التجزئة والشحن في الجزيرة. ويفلح الناس في المناطق الريفية الأرض، أو يعملون في صناعة صيد الأسماك. ويزرع الفلاحون ثمرة الخبز والقلقاس واليام لاستخدامهم الخاص. وينتجون كميات صغيرة من لب جوز الهند الجاف والفانيليا للتصدير.

## مواضيع ذات صلة
- الشعب التاهيتي
- لغة تاهيتية
- بولينسيا الفرنسية